# Jacht op Carlos
Jacht op Carlos is een spionageroman van auteur Gérard de Villiers en is het 116e deel uit de S.A.S.-reeks met als protagonist de Oostenrijkse prins en freelance CIA-agent Malko Linge.

## Het verhaal
Malko wordt, mede opverzoek van de Franse DGSE, door de CIA naar Berlijn gezonden om Ilich Ramírez Sánchez, beter bekend onder de naam Carlos de Jakhals en een van de meest gevaarlijke terroristen ter wereld, gevangen te nemen.
Otto Lehr van de Bundesamt für Verfassungsschutz beweert dat een Syriër, Nabil Tafik, wenst over te lopen naar de Verenigde Staten. Deze Nabil Tafik lijkt jarenlang de contactpersoon tussen de Syrische regering en Carlos de Jakhals te zijn geweest.
Malko moet in het herenigde Berlijn, de Berlijnse Muur is nog pas enkele jaren geleden neergehaald door woedende Oost-Duitsers, achterhalen wie Carlos de Jakhals van wapens voorziet en hoopt dat Nabil Tafik hem meer kan vertellen.
Daarnaast kruist Malko het pad van Margot Zimmermann, een voormalig lid van de Rote Armee Fraktion. Welke relatie onderhoud zij met Carlos? En welke rol speelt Otto Lehr? Vervolgens vertrekt hij naar Syrië voor aanvullend onderzoek en ontdekt dat De Jakhals binnenkort naar Soedan zal vertrekken. Maar met welk doel?

## Personages
- Malko Linge, Oostenrijkse prins en CIA-agent;
- Carlos de Jakhals, werelds meest gevaarlijke terrorist;
- Margot Zimmermann, voormalig lid van de RAF;
- Lydia Voigt

## Waargebeurde feiten
Het fictieve verhaal is gebaseerd op de op 17 juli 1994 in Soedan gearresteerde terrorist Carlos de Jakhals terwijl hij onder narcose was om een liposuctie-operatie te ondergaan.
Op 14 augustus 1994 werd hij overgedragen door de Soedanese regering aan de Franse DST.